# Hwang Byungki
Hwang Byungki est un joueur de gayageum et compositeur coréen, né le 31 mai 1936 à Séoul et mort le 31 janvier 2018.

## Biographie
Hwang Byungki commence l'apprentissage du gayageum en 1951. Sa première œuvre, La Forêt, date de 1962. Internationalement connu, il a collaboré avec des artistes tels que John Cage ou Nam June Paik. Il a enseigné à l'université féminine Ewha jusqu'en 2001. Il est professeur émérite de cette université.
Vol.1: 《침향무 (沈香舞, Chimhyang-moo)》(1974)
Vol.2: 《비단길 (The Silk Road)》(1977)
Vol.3: 《미궁 (迷宮, The Labyrinth)》(1979)
Vol.4: 《춘설(春雪, Spring Snow)》(1997)
Vol.5: 《달하 노피곰(Darha Nopigom)》(2007)